# Sommer-Paralympics 2016/Teilnehmer (Bulgarien)
| stlisierte Goldmedaille | stlisierte Silbermedaille | stlisierte Bronzemedaille |
| ----------------------- | ------------------------- | ------------------------- |
| 1                       | —                         | —                         |

Bulgarien entsandte drei Athletinnen und vier Athleten zu den Paralympischen Sommerspielen 2016 in Rio de Janeiro,  die in drei Sportarten antraten. Fahnenträgerin für Bulgarien bei der Eröffnungsfeier war die Leichtathletin Ivanka Koleva.

## Medaillen

### Medaillenspiegel
| Rang   | Sportart       | Gold | Silber | Bronze | Gesamt |
| ------ | -------------- | ---- | ------ | ------ | ------ |
| 1      | Leichtathletik | 1    | 0      | 0      | 1      |
| Gesamt | Gesamt         | 1    | 0      | 0      | 1      |

## Teilnehmer nach Sportart

### Leichtathletik
Laufen
| Athleten            | Wettbewerb | Vorlauf | Vorlauf | Halbfinale | Halbfinale | Finale      | Finale | Rang |
| Athleten            | Wettbewerb | Zeit    | Rang    | Zeit       | Rang       | Zeit        | Rang   | Rang |
| ------------------- | ---------- | ------- | ------- | ---------- | ---------- | ----------- | ------ | ---- |
| Männer              |            |         |         |            |            |             |        |      |
| Radoslaw Slatanow   | 100 m T13  | 11,15 s | 3       | —          | —          | 11,38 s     | 7      | 7    |
| Christijan Stojanow | 1500 m T46 | —       | —       | —          | —          | 4:08,99 min | 7      | 7    |

Springen und Werfen
| Athleten         | Wettbewerb       | Finale  | Finale | Rang |
| Athleten         | Wettbewerb       | Weite   | Rang   | Rang |
| ---------------- | ---------------- | ------- | ------ | ---- |
| Männer           |                  |         |        |      |
| Ruschdi Ruschdi  | Diskuswerfen F56 | 38,04 m | 6      | 6    |
| Ruschdi Ruschdi  | Kugelstoßen F55  | 12,33 m | 1      |      |
| Frauen           |                  |         |        |      |
| Daniela Todorowa | Diskuswerfen F55 | DNS     | DNS    | DNS  |
| Iwanka Kolewa    | Diskuswerfen F57 | 20,52 m | 10     | 10   |
| Iwanka Kolewa    | Kugelstoßen F57  | 8,42 m  | 6      | 6    |
| Daniela Todorowa | Speerwerfen F56  | 19,54 m | 5      | 5    |

### Schießen
| Athleten        | Wettbewerb                  | Qualifikation   | Qualifikation | Finale          | Finale        | Rang |
| Athleten        | Wettbewerb                  | Ringe/ Scheiben | Rang          | Ringe/ Scheiben | Rang          | Rang |
| --------------- | --------------------------- | --------------- | ------------- | --------------- | ------------- | ---- |
| Mixed           |                             |                 |               |                 |               |      |
| Milena Todorowa | 10 m Luftgewehr liegend SH2 | 628,6           | 22            | ausgeschieden   | ausgeschieden | 22   |
| Milena Todorowa | 10 m Luftgewehr stehend SH2 | 627,2           | 13            | ausgeschieden   | ausgeschieden | 13   |

### Tischtennis
| Athleten                | Wettbewerb | Gruppenphase | Gruppenphase | Achtelfinale | Achtelfinale | Viertelfinale | Viertelfinale | Halbfinale    | Halbfinale    | Finale        | Finale        | Rang |
| Athleten                | Wettbewerb | Gegner       | Erg.         | Gegner       | Erg.         | Gegner        | Erg.          | Gegner        | Erg.          | Gegner        | Erg.          | Rang |
| ----------------------- | ---------- | ------------ | ------------ | ------------ | ------------ | ------------- | ------------- | ------------- | ------------- | ------------- | ------------- | ---- |
| Männer                  |            |              |              |              |              |               |               |               |               |               |               |      |
| Denislaw Kodschabaschew | Einzel C10 | Lian Hao     | 1:3          | —            | —            | K. Gardos     | 2:3           | ausgeschieden | ausgeschieden | ausgeschieden | ausgeschieden | 5    |
| Denislaw Kodschabaschew | Einzel C10 | A. Ahmed     | 3:0          | —            | —            | K. Gardos     | 2:3           | ausgeschieden | ausgeschieden | ausgeschieden | ausgeschieden | 5    |